# Poulton-le-Fylde
Poulton-le-Fylde è una cittadina di 19.480 abitanti del Lancashire, in Inghilterra.